# FDJ.fr/Saison 2013
Dieser Artikel listet Erfolge und Fahrer des Radsportteams FDJ.fr in der Saison 2013 auf.

## Erfolge in der UCI WorldTour
Bei den Rennen der UCI WorldTour im Jahr 2013 gelangen dem Team nachstehende Erfolge.
| Datum         | Rennen                     | Sieger           |
| ------------- | -------------------------- | ---------------- |
| 4. März       | 1. Etappe Paris–Nizza      | Nacer Bouhanni   |
| 11. Juni      | 4. Etappe Tour de Suisse   | Arnaud Démare    |
| 13. August    | 2. Etappe Eneco Tour       | Arnaud Démare    |
| 8. September  | 15. Etappe Vuelta a España | Alexandre Geniez |
| 14. September | 20. Etappe Vuelta a España | Kenny Elissonde  |
| 12. Oktober   | 2. Etappe Tour of Beijing  | Nacer Bouhanni   |
| 13. Oktober   | 3. Etappe Tour of Beijing  | Nacer Bouhanni   |

## Erfolge in der UCI Asia Tour
Bei den Rennen der UCI Asia Tour im Jahr 2013 gelangen dem Team nachstehende Erfolge.
| Datum       | Rennen                 | Kat. | Sieger         |
| ----------- | ---------------------- | ---- | -------------- |
| 16. Februar | 6. Etappe Tour of Oman | 2.HC | Nacer Bouhanni |

## Erfolge in der UCI Europe Tour
Bei den Rennen der UCI Europe Tour im Jahr 2013 gelangen dem Team nachstehende Erfolge.
| Datum           | Rennen                                     | Kat. | Fahrer             |
| --------------- | ------------------------------------------ | ---- | ------------------ |
| 3. Februar      | 6. Etappe Étoile de Bessèges (EZF)         | 2.1  | Anthony Roux       |
| 16.–17. Februar | Gesamtwertung Tour du Haut Var             | 2.1  | Arthur Vichot      |
| 31. März        | Val d’Ille Classic                         | 1.1  | Nacer Bouhanni     |
| 3. April        | 2a. Etappe Circuit Cycliste Sarthe         | 2.1  | Nacer Bouhanni     |
| 5. April        | 4. Etappe Circuit Cycliste Sarthe          | 2.1  | Francis Mourey     |
| 9. April        | Paris–Camembert                            | 1.1  | Pierrick Fédrigo   |
| 11. April       | Grand Prix de Denain                       | 1.1  | Arnaud Démare      |
| 14. April       | Tro-Bro Léon                               | 1.1  | Francis Mourey     |
| 21. April       | La Roue Tourangelle                        | 1.1  | Mickaël Delage     |
| 1. Mai          | 1. Etappe Quatre Jours de Dunkerque        | 2.HC | Arnaud Démare      |
| 2. Mai          | 2. Etappe Quatre Jours de Dunkerque        | 2.HC | Arnaud Démare      |
| 3. Mai          | 3. Etappe Quatre Jours de Dunkerque        | 2.HC | Arnaud Démare      |
| 1.–5. Mai       | Gesamtwertung Quatre Jours de Dunkerque    | 2.HC | Arnaud Démare      |
| 26. Mai         | Boucles de l’Aulne                         | 1.1  | Matthieu Ladagnous |
| 23. Juni        | Französische Meisterschaft – Straßenrennen | CN   | Arthur Vichot      |
| 30. Juni        | Finnische Meisterschaft – Straßenrennen    | CN   | Jussi Veikkanen    |
| 4. August       | RideLondon Classic                         | 1.1  | Arnaud Démare      |
| 10. August      | 4. Etappe Burgos-Rundfahrt                 | 2.HC | Anthony Roux       |
| 22. August      | 3. Etappe Tour du Limousin                 | 2.1  | Matthieu Ladagnous |
| 27. August      | 1. Etappe Tour du Poitou Charentes         | 2.1  | Nacer Bouhanni     |
| 28. August      | 2. Etappe Tour du Poitou Charentes         | 2.1  | Nacer Bouhanni     |
| 29. August      | 3. Etappe Tour du Poitou Charentes         | 2.1  | Nacer Bouhanni     |
| 8. September    | Grand Prix de Fourmies                     | 1.HC | Nacer Bouhanni     |
| 22. September   | Grand Prix d’Isbergues                     | 1.1  | Arnaud Démare      |
| 6. Oktober      | Tour de Vendée                             | 1.HC | Nacer Bouhanni     |

## Erfolge in der Cyclocross Tour
Bei den Rennen der UCI-Cyclocross-Saison 2012/13 gelangen dem Team nachstehende Erfolge.
| Datum         | Rennen                                                   | Fahrer            |
| ------------- | -------------------------------------------------------- | ----------------- |
| 16. September | Süpercross Baden, Baden                                  | Francis Mourey    |
| 7. Oktober    | Cyclocross International d’Aigle, Aigle                  | Francis Mourey    |
| 14. Oktober   | Challenge National 1ère Epreuve, Saverne                 | Francis Mourey    |
| 1. November   | Cyclocross International de Marle, Marle                 | Francis Mourey    |
| 11. November  | Internationales Radquer Frenkendorf, Frenkendorf         | Francis Mourey    |
| 18. November  | Challenge National 2ème Epreuve, Besançon                | Francis Mourey    |
| 9. Dezember   | Challenge National 3ème Epreuve, Pontchâteau             | Francis Mourey    |
| 26. Dezember  | Internationales Radquer Dagmersellen, Dagmersellen       | Francis Mourey    |
| 30. Dezember  | GP-5-Sterne-Region, Beromünster                          | Francis Mourey    |
| 2. Januar     | Cyclocross Bussnang, Bussnang                            | Francis Mourey    |
| 13. Januar    | Französische Meisterschaft, Nommay                       | Francis Mourey    |
| 27. Januar    | Cyclocross International du Mingant Lanarvily, Lanarvily | Arnold Jeannesson |

## Abgänge – Zugänge
| Zugänge          | Team 2012          | Abgänge              | Team 2013                    |
| ---------------- | ------------------ | -------------------- | ---------------------------- |
| Murilo Fischer   | Garmin-Sharp       | Steve Chainel        | AG2R La Mondiale             |
| Johan Le Bon     | Bretagne-Schuller  | Jauheni Hutarowitsch | AG2R La Mondiale             |
| Laurent Pichon   | Bretagne-Schuller  | Gabriel Rasch        | Sky ProCycling               |
| Laurent Mangel   | Saur-Sojasun       | Arnaud Gérard        | Bretagne-Séché Environnement |
| Alexandre Geniez | Team Argos-Shimano | Rémi Pauriol         | Sojasun                      |
| Émilien Viennet  | Neoprofi           |                      |                              |

## Mannschaft
| Name              | Geburtstag        | Nationalität |              |
| ----------------- | ----------------- | ------------ | ------------ |
| William Bonnet    | 25. Juni 1982     | Frankreich   |              |
| David Boucher     | 17. März 1980     | Frankreich   |              |
| Nacer Bouhanni    | 25. Juli 1990     | Frankreich   |              |
| Sandy Casar       | 2. Februar 1979   | Frankreich   |              |
| Arnaud Courteille | 13. März 1989     | Frankreich   |              |
| Mickaël Delage    | 6. August 1985    | Frankreich   |              |
| Arnaud Démare     | 26. August 1991   | Frankreich   |              |
| Kenny Elissonde   | 22. Juli 1991     | Frankreich   |              |
| Pierrick Fédrigo  | 30. November 1978 | Frankreich   |              |
| Murilo Fischer    | 16. Juni 1979     | Brasilien    |              |
| Alexandre Geniez  | 16. April 1988    | Frankreich   |              |
| Anthony Geslin    | 9. Juni 1980      | Frankreich   |              |
| Arnold Jeannesson | 15. Januar 1986   | Frankreich   |              |
| Mathieu Ladagnous | 12. Dezember 1984 | Frankreich   |              |
| Johan Le Bon      | 3. Oktober 1990   | Frankreich   |              |
| Laurent Mangel    | 22. Mai 1981      | Frankreich   |              |
| Francis Mourey    | 8. Dezember 1980  | Frankreich   |              |
| Yoann Offredo     | 12. November 1986 | Frankreich   |              |
| Laurent Pichon    | 19. Juli 1986     | Frankreich   |              |
| Cédric Pineau     | 8. Mai 1985       | Frankreich   |              |
| Thibaut Pinot     | 29. Mai 1990      | Frankreich   |              |
| Dominique Rollin  | 29. Oktober 1982  | Kanada       |              |
| Anthony Roux      | 18. April 1987    | Frankreich   |              |
| Jérémy Roy        | 22. Juni 1983     | Frankreich   |              |
| Geoffrey Soupe    | 22. März 1988     | Frankreich   |              |
| Benoît Vaugrenard | 5. Januar 1982    | Frankreich   |              |
| Jussi Veikkanen   | 29. März 1981     | Finnland     |              |
| Arthur Vichot     | 26. November 1988 | Frankreich   |              |
| Émilien Viennet   | 6. Februar 1992   | Frankreich   |              |
| Stagiaires        | Stagiaires        | Nationalität | Nationalität |
| Alexis Guérin     | Alexis Guérin     | Frankreich   |              |
| Olivier Le Gac    | Olivier Le Gac    | Frankreich   |              |
| Benoît Poitevin   | Benoît Poitevin   | Frankreich   |              |